# Chahains
Chahains és un municipi francès situat al departament de l'Orne i a la regió de Normandia. L'any 2007 tenia 99 habitants.

## Demografia

### Població
El 2007 la població de fet de Chahains era de 99 persones. Hi havia 40 famílies de les quals 8 eren unipersonals (4 homes vivint sols i 4 dones vivint soles), 16 parelles sense fills i 16 parelles amb fills.
La població ha evolucionat segons el següent gràfic:
Habitants censats

### Habitatges
El 2007 hi havia 50 habitatges, 38 eren l'habitatge principal de la família, 11 eren segones residències i 1 estava desocupat. 47 eren cases i 1 era un apartament. Dels 38 habitatges principals, 29 estaven ocupats pels seus propietaris i 9 estaven llogats i ocupats pels llogaters; 4 tenien dues cambres, 10 en tenien tres, 6 en tenien quatre i 18 en tenien cinc o més. 25 habitatges disposaven pel capbaix d'una plaça de pàrquing. A 18 habitatges hi havia un automòbil i a 17 n'hi havia dos o més.

### Piràmide de població
La piràmide de població per edats i sexe el 2009 era:
| Homes | Edats   | Dones |
| ----- | ------- | ----- |
| 0     | 95 o +  | 0     |
| 0     | 90 a 94 | 0     |
| 0     | 85 a 89 | 0     |
| 0     | 80 a 84 | 0     |
| 4     | 75 a 79 | 0     |
| 0     | 70 a 74 | 4     |
| 4     | 65 a 69 | 4     |
| 8     | 60 a 64 | 4     |
| 4     | 55 a 59 | 0     |
| 0     | 50 a 54 | 0     |
| 8     | 45 a 49 | 0     |
| 0     | 40 a 44 | 4     |
| 0     | 35 a 39 | 0     |
| 0     | 30 a 34 | 0     |
| 4     | 25 a 29 | 4     |
| 8     | 20 a 24 | 0     |
| 0     | 15 a 19 | 8     |
| 0     | 10 a 14 | 0     |
| 4     | 5 a 9   | 0     |
| 4     | 0 a 4   | 4     |

## Economia
El 2007 la població en edat de treballar era de 63 persones, 51 eren actives i 12 eren inactives. De les 51 persones actives 46 estaven ocupades (24 homes i 22 dones) i 5 estaven aturades (3 homes i 2 dones). De les 12 persones inactives 6 estaven jubilades, 4 estaven estudiant i 2 estaven classificades com a «altres inactius».
Activitats econòmiques
Dels 6 establiments que hi havia el 2007, 1 era d'una empresa de construcció, 3 d'empreses de comerç i reparació d'automòbils, 1 d'una empresa immobiliària i 1 d'una empresa de serveis.
L'únic servei als particulars que hi havia el 2009 era una lampisteria.
L'únic establiment comercial que hi havia el 2009 era una adrogueria.
L'any 2000 a Chahains hi havia 9 explotacions agrícoles que ocupaven un total de 276 hectàrees.

## Poblacions més properes
El següent diagrama mostra les poblacions més properes.